# Mountain Top/Shape Of Miracle
「Mountain Top/Shape Of Miracle」（マウンテン・トップ/シェイプ・オブ・ミラクル）は、RADWIMPSの通算21枚目のシングル。2018年2月21日にEMI Recordsから発売された。

## 概要
前作「サイハテアイニ/洗脳」から約7ヶ月ぶりのシングルリリースとなった。2作連続の両A面シングルである。CDおよび配信のほかに、完全限定生産となる7インチアナログ盤でリリースされ、アナログ盤にはダウンロードコードが封入された。
リリースに先駆け、「Mountain Top」が2018年2月7日にiTunesなどで先行配信されたほか、ミュージックビデオも公開された。
「Mountain Top」はチェン・カイコー監督の日中共同製作映画「空海-KU-KAI- 美しき王妃の謎」（日本では2018年2月24日公開）の主題歌として書き下ろされた。また、「Shape Of Miracle」は同作の挿入歌で、映画の登場人物・楊貴妃をイメージして作曲された。

## ミュージック・ビデオ
Mountain Top
監督：川橋勇紀
映画『空海ーKU-KAIー美しき王妃の謎』の映像が使用されている。2018年2月7日にYouTubeで公開された。
Shape Of Miracle
監督：林響太朗 / 製作：DRAWING AND MANUAL
ジャケットビジュアルのモチーフにもなっている「花」を人の魂／生命の象徴としてなぞらえ、生きとし生けるもの全ての輪廻転生を表現している。2018年2月12日にYouTubeで公開された。

## 収録曲
| 全作詞・作曲: 野田洋次郎、全編曲: RADWIMPS。 |                      |            |            |      |
| #                                            | タイトル             | 作詞       | 作曲・編曲 | 時間 |
| 1.                                           | 「Mountain Top」     | 野田洋次郎 | 野田洋次郎 | 3:16 |
| 2.                                           | 「Shape Of Miracle」 | 野田洋次郎 | 野田洋次郎 | 4:45 |
| 合計時間:                                    | 合計時間:            | 8:01       |            |      |

## タイアップ
Mountain Top
映画『空海ーKU-KAIー美しき王妃の謎』主題歌
Shape Of Miracle
映画『空海ーKU-KAIー美しき王妃の謎』挿入歌

## 演奏
- 野田洋次郎：Vocal, Guitar, Piano
- 桑原彰：Guitar
- 武田祐介：Bass
- 森瑞希：Drums
- 徳澤青弦：Strings Cooperation